# Aeroportul Isisford
Aeroportul Isisford (IATA: ISI, ICAO: YISF) este un aeroport din Queensland, Australia.
Situat la o altitudine de 213 m, aeroportul dispune de o singură pistă.